# نساء الإنويت

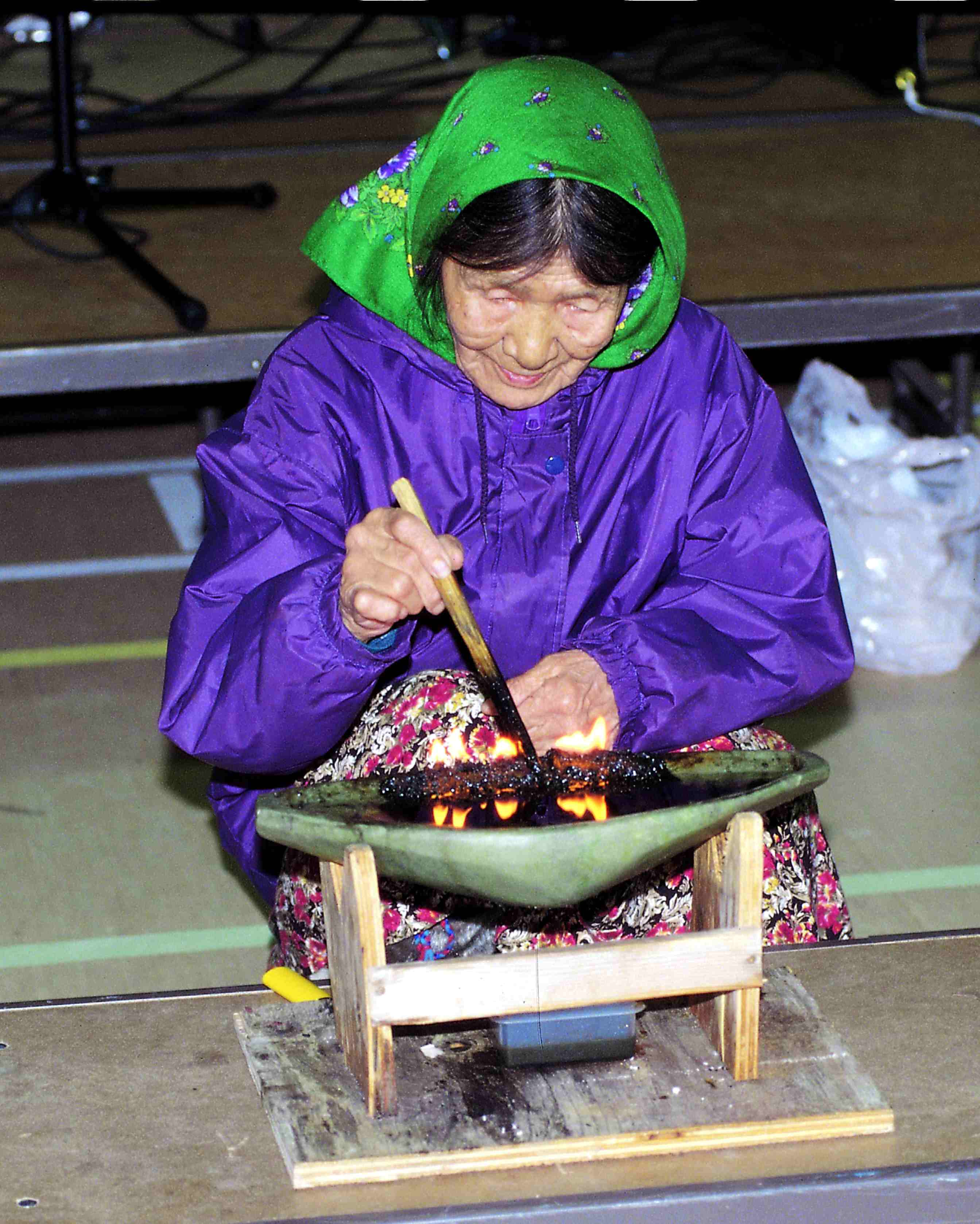
امرأة إنويت

## نساء الإنويت
إنويت (بالانجليزية: "Inuit") أو الإسكيمو هم شعب يسكن في شمال الكرة الأرضية، ربما أكثر الشعوب الأصلية انتشارا وشهرة على وجه الارض، وبوصفها مجموعة محلية كبيرة جدا تسكن مناطق القطب الشمالي في ألاسكا وكندا وجرينلاند وروسيا، فإن الإنويت تظهر العديد من الاختلافات في الممارسات و العادات الثقافية.
وفي مجتمعات الإنويت، تلعب النساء دورا حاسما في بقاء الجماعة، واعتبرت المسؤوليات التي تواجهها نساء الإنويت متساوية في الأهمية مثل التي يواجهها الرجال، وبسبب هذا، أعطيت المرأة الاحترام الواجب، ولكن لم تعطى حصة متساوية من النفوذ أو السلطة.
وقد أحدث التحديث والتحضر مؤخراً تحولا في ثقافة الإنويت التقليدية وأثر على دور المرأة في الثقافة، وتشمل هذه التغييرات الآثار الإيجابية والسلبية على مستوى الرفاه العام للمرأة في الإنويت.

## دور نساء الإنويت في المجتمع

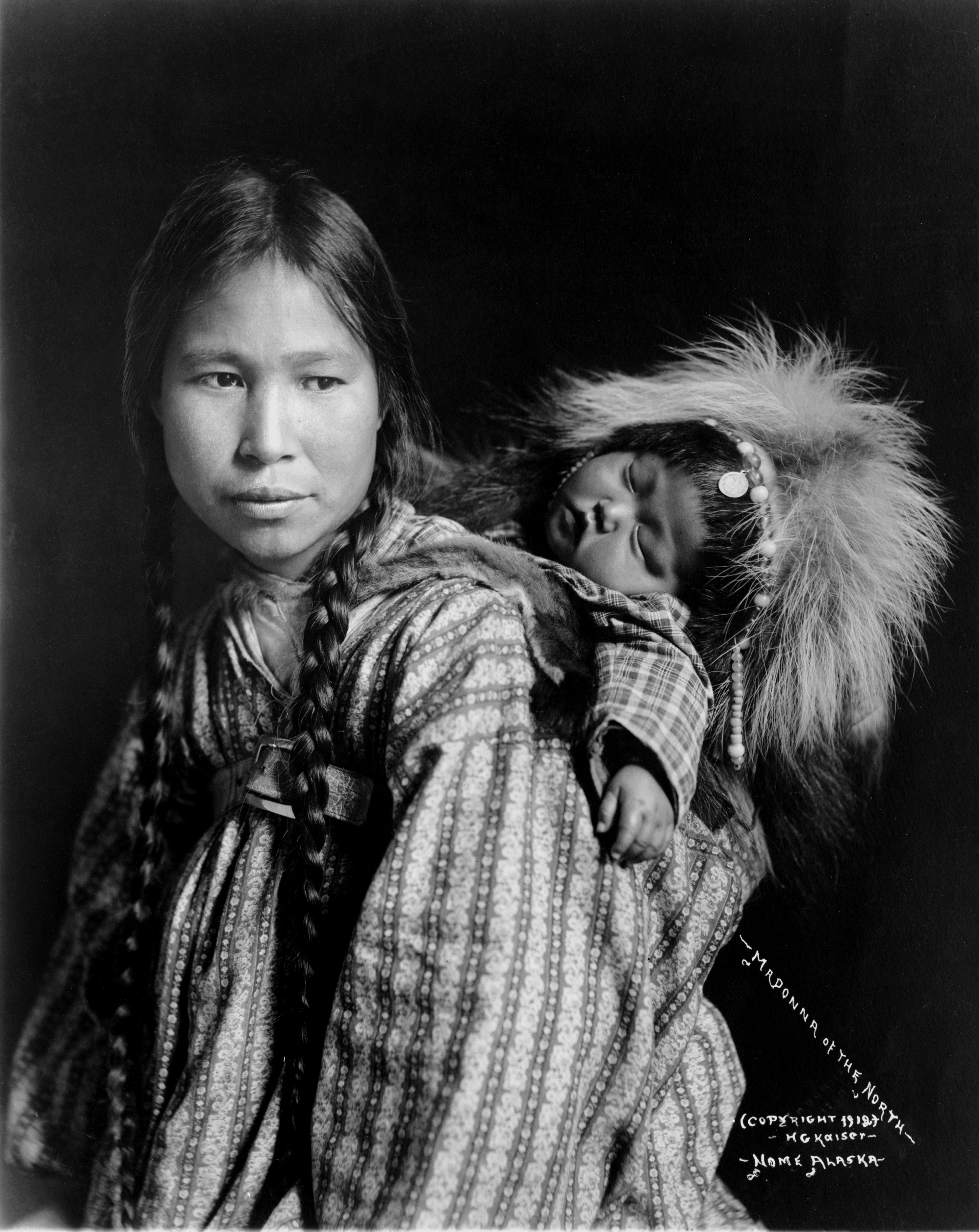
امرأة إنويت مع طفل عام 1912

### هيكل الأسرة والزواج
في ثقافة الإنويت، الزواج ليس أختياراً وإنما ضرورة، وكلا من الرجال والنساء يحتاجون بعضهم البعض للبقاء على قيد الحياة، لذلك يتعين على الزوجين المتزوجين العمل معاً للتغلب على ظروف المعيشة شبه المستحيلة، ولأن كل فرد يضطر إلى الاعتماد على شريك للبقاء على قيد الحياة، كثيرا ما يتم ترتيب الزيجات عند الولادة لضمان بقاء الأسرة.
أما عن زواج الحب، أو الزواج المختار، موجود، ولكن كل هذه الزيجات كانت مرتبة لأن هناك عادة عدد قليل من الشركاءالمؤهلين، وتعتبر المرأة الشابة مؤهلة للزواج بعد سن البلوغ، لكن كان على الرجل أن يثبت أن لدية الكفاءة الكافية في الصيد لدعم الأسرة قبل أن يتزوج.

ونادِراً ما تضمنت أعراس الإينويت الاحتفالات الكبيرة، غالبا ما يعتبر الأزواج متزوجين بعد ولادة طفلهم الأول، وعرفت الإينويت الزواج الأحادي وتعدد الزوجات، ولكن تعدد الزوجات كان أمر نادر الحدوث لأن عددًا قليلا من الرجال يستطيعون دعم زوجات متعددة، وتتبادل العائلات الهدايا قبل الزواج، ولكن لا يتم دفع أي ثمن رسمى للعروس أو مهر، ورغم أن الرجال يعتبرون هم رب الأسرة، فإن كلا الجنسين يمكن أن يطلب الطلاق، ومع ذلك، فقد كانوا يرفضون الطلاق لما له من أثار سيئة للأسرة والمجتمع ككل، ولكن كان للزوجان أن يتبادلان بعضهما البعض، وكان هذا بديلا مشتركا للطلاق لأن الأسرة لن تكون بدون عنصر حيوي لبقائها.

وفي ثقافة الإينويت، تمثل الأسرة عادة من خلال كودليك (مصباح) أو الموقد، الذي كان من ممتلكات ومسؤولية الزوجة، ولهذا المصباح معنى رمزي كبير في الأسرة والمجتمع والثقافة.

### إنتاج الأغذية وإعدادها
كان الصيد وصيد الأسماك المصدرين الرئيسيين لغذاء شعب الإنويت، وكان الرجال مسؤولون تقليديا عن هذه الواجبات، أما واجبات النساء كانت تتمثل في جمع مصادر أخرى للغذاء، مثل البيض والتوت، وإعداد الطعام الذي جلبه الصيادون، وكانت الحيتان، والكاريبو الأهداف الأكثر شيوعاً لدى الصيادين في الإنويت، وكانت النساء مسؤولات تقليديا عن تقطيع وسلخ، وطهي الحيوانات التي تم اصطيادها.

وكان يعتقد في ثقافة الإنويت، أن احترام المرأة للحيوانات التي قتلت خلال رحلات الصيد، والرعاية اللاحقة عند ذبحها، من شأنه أن يضمن نجاح الصيد، وكثيرا ما يتم تقاسم الأغذية، فضلا عن الموارد الأخرى، في جميع أنحاء المجتمع حسب الحاجة، وكانت مسؤولية توزيع الأغذية على الأسر تقع على عاتق المرأة.

وكانت شعوب الإنويت تتنقل مع أختلاف المواسم حتى تحصل على فرص صيد ناجحة، وكثيرا ما كانت تنتقل الأسرة بأكملها في رحلات الصيد، وبسبب هذا، كان من الضروري أن تكون الأدوات والمواد الأخرى التي يستخدمها الإنويت للصيد وإعداد الطعام خفيفة وسهلة النقل، مما أدى إلى تطوير معدات معقدة مثل الهاربونات المعدنية (بالأنجليزية:Harpoon) والمواقد الخشبية، كانت تستخدم في أواخر القرن التاسع عشر.

### الأطفال، التكاثر، والأمومة
تعد الولادة ورعاية الأطفال من أهم مسؤوليات المرأة في الإنويت، وقد أظهر أولياء أمور الإنويت مستوى عال من الدفء والمودة لأطفالهم، ويبدأ عادة مساهمة الأطفال في المجتمع والأسرة من خلال بعض الانشطة وذلك قبل سن الثانية عشرة، وذلك عن طريق تعلم بعض المهارات من والديهم من خلال المراقبة الدقيقة.

وهناك بعض المهارات التي يقوم الرجال بتعليمها للفتيان مثل الصيد، أما النساء تقوم بتعليم بعض المهارات للفتيات مثل الخياطة.
وفي ثقافة الإنويت، لم يكن هناك أسماء للبنين والبنات لذلك كان من الشائع أن تسمي الفتاة على اسم جدها، أو على اسم أحد أفراد الاسرة أو من توفى مؤخرا.
ويتم تعليم الأطفال في سن مبكرة للاستماع إلى والديهم واحترام شيوخهم، كما يتم معاملة أطفال الإنويت باستقلالية أكبر من الأطفال غير الإنويت، ويعتبر التعليم في ثقافة الإنويت بمثابة شراكة بين الأطفال والكبار، مع توجية الكبار للاطفال، وكان التبني شائعا جدا في ثقافة الإنويت، وكان في كثير من الأحيان غير رسمي، فالأطفال غير المرغوب فيهم، أو الرضع الذين لا يمكن للأسرة أن تدعمهم، يمكن تقديمهم لأسرة أخرى، وإذا قبلت الأسرة الأخرى، اكتمل التبني.
وكان قتل الأطفال شائعا في الأحوال التي تكون فيها الظروف متدهورة أو عندما تكون المجموعة مهددة بالمجاعة،
فتقوم الأم بتخلي عن رضيعها على أمل أن يجد شخص أقل بائسا الطفل ويعتني بة، قبل أن يقتلة البرد أو الحيوانات، وكان الاعتقاد بأن الإنويت يلجأ بانتظام إلى قتل الأطفال قد يرجع جزئيا إلى الدراسات التي قام بها آسين باليكسي "Asen Balikci"، ميلتون فريمان"Milton Freeman"، وديفيد ريتشز" David Riches" بين نيتسيليك "Netsilik"، وكثيرا ما كان يقتل الأطفال الذين لا يستطيعون دعم المجتمع بسبب نقص الموارد كرضع. وقد أعتبر ذلك مانعا لمعاناة أفراد الأسرة الآخرين.

## مسؤوليات أخرى
وإلى جانب الولادة ورعاية الأطفال، كانت المرأة مسؤولة عن خياطة الجلود لصنع الملابس، وحفظ، وتجهيز، وطهي الطعام، ورعاية المرضى والمسنين والمساعدة في بناء مأوى الأسرة ورعايتها، وكانت الملابس الدافئة والخفيفة والخدمية أكبر إنجاز للإنويت
للحماية من شتاء القطب الشمالي، فالم يتم تصنيع مثلها حتى من قبل أفضل مصممي الملابس الحديثة.

وكانت الملابس التي أنشأتها النساء حيوية لأن الحياة في الظروف القطبية الشمالية لم تكن ممكنة دون ملابس مصنوعة بشكل جيد للغاية للحماية من البرد القارس، وتم تصنيع الملابس عن طريق الخياطة الدقيقة للجلود الحيوانية والفراء باستخدام إبر العاج، والتي كانت ذات قيمة عالية في مجتمع الإنويت، وكانت عملية إعداد الجلود لتكون مخيط معا لتصنيع الملابس من قبل النساء مهمة شاقة، فكان يجب قطع الجلود، وتمديدها، وتخفيفها قبل أن تكون جاهزة لتكون مخيط.

وبالإضافة إلى ذلك، كان من المتوقع أن تساعد النساء في بناء المنازل من بداية بناء المبنى القباني إلى المنازل شبه الجوفية، إلى الخيام في أشهر الصيف، وهذا يتطلب فهم المفاهيم المعمارية المعقدة، وكانت هناك حاجة إلى قدر كبير من القوة لبناء ملاجئ الإنويت، وبسبب هذا، غالبا ما عملت النساء الإنويت معا وجندت لمساعدة الرجال لبناء منازلهم، ولأغراض عملية واجتماعية على حد سواء، كان يتم بناء هذه المنازل معا أو جعلها كبيرة بما فيه الكفاية لأكثر من أسرة تعيش فيها.

## الحالة الثقافية في الإنويت

### التقسيم الجنسي للعمل
في ثقافة الإنويت لم يكن هناك أعمال مقسمة على أساس الجنس، فالم يكن هناك عمل للنساء وعمل للرجال، فعلى سبيل المثال، كان الصيد عادة من قبل الرجال وخياطة الملابس والطبخ وإعداد الطعام، وجمع الطعام خارج الصيد، ورعاية المنزل كانت عموما من قبل النساء، لكن هذا لا يعني أن المرأة لم تصطاد أبدا، ولا أن الرجال لم يساعدوا أبدا في وظائف أخرى، ولكن كانت هذه هي الطريقة التي ينقسم بها العمل تقليديا.

فالنساء كانت تقوم بالصيد من أجل التمتع بة أو عندما يكون الغذاء شحيحا ويحتاج المجتمع إلى صيادين إضافيين، كما أن الرجال لن يكونوا قادرين على الصيد دون الملابس الدافئة التي تصنعها النساء بالنسبة لهم، والنساء لن يحصلن على ما يكفي من الطعام بدون اللحم الذي جلبه الرجال من رحلات الصيد، وبذلك عمل الرجال والنساء معا لخلق ثقافة عاملة.

وبسبب هذا، فإن العمل الذي تقوم به المرأة يحظى بنفس القدر من الاحترام للعمل الذي يقوم به الرجل، وفي حين أن الرجال والنساء يقومون عموما بأعمال مختلفة، فإن أحد أنواع العمل لا يعتبر أفضل أو أكثر أهمية من الأنواع الأخرى، فمن السهل أن نفكر في ذلك لأن الرجال لديهم وظيفة واحدة فقط أنهم أقل عمل، والحقيقة هي أن الصيد مطلبا جسديا للغاية ويستغرق وقتا طويلا، وغالبا ما كان يتطلب السفر لعدة أيام أو أسابيع، ونتيجة لذلك، كان التقسيم الجنسي للعمل في ثقافة الإنويت متساويا نسبيا في مقدار العمل المنجز.

### نقص القوة والتأثير
في حين تحترم المرأة الرجال، غالبا ما يعامل الرجال المرأة على قدم المساواة، فإنهم لا يتمتعون بسلطة متساوية في المجتمع، ويمكن أن يتخذ الرجال حصرا قرارات هامة، مثل متى يهاجرون، وكان لدى شعب الإنويت القليل من الحكومة كأي مجموعة على وجه الأرض، ولكن كان لبعض الجماعات مجالس قبلية أو مجموعات من كبار السن الذين كان لهم سلطة أتخاذ القرارات للمجتمع بأكملة، وكانت هذه المجالس تقريبا من الذكور.

وبسبب هذا، لم يكن لدى نساء الإنويت سوى القليل من القول في بعض قرارات مجتمعاتهن الأكثر أهمية، وعادة ما يكون للرجال الكلمة النهائية في القضايا مثل ترتيب الزواج والتبني أو قتل الأطفال، مما يؤثر تأثيرا كبيرا على حياة المرأة، وعلى الرغم من أن المرأة تتمتع بمكانة عالية نسبيا اجتماعيا، ولها سيطرة كبيرة على منزلها، فضلا عن وظائف أخرى مهمة مثل الإضاءة وتوزيع الأغذية، كانت سيطرتها تقتصر عادة على تلك المناطق.

وبالإضافة إلى ذلك، إذا كان الرجال غير راضين عن الكيفية التي تتولى بها المرأة مسؤولياتها، فإن بإمكانها أن تولي عملها أو أن تنقله إلى امرأة أخرى في المجتمع أكثر قدرة.

ومع وجود قدرة أقل للنساء، غالبا ما يوضعن في مواقع صعبة عندما لا يشاركن في عملية صنع القرار، فعلى سبيل المثال، قد لا تتمكن امرأة حامل، أو امرأة مع طفل حديث الولادة، من الرحيل مئات الأميال في ظل ظروف القطب الشمالي بحثا عن مناطق صيد أفضل، ونادرا ما تؤخذ عوامل مثل هذه في الاعتبار عندما يكون الرجال هم صناع القرار الوحيدين في المجتمع.

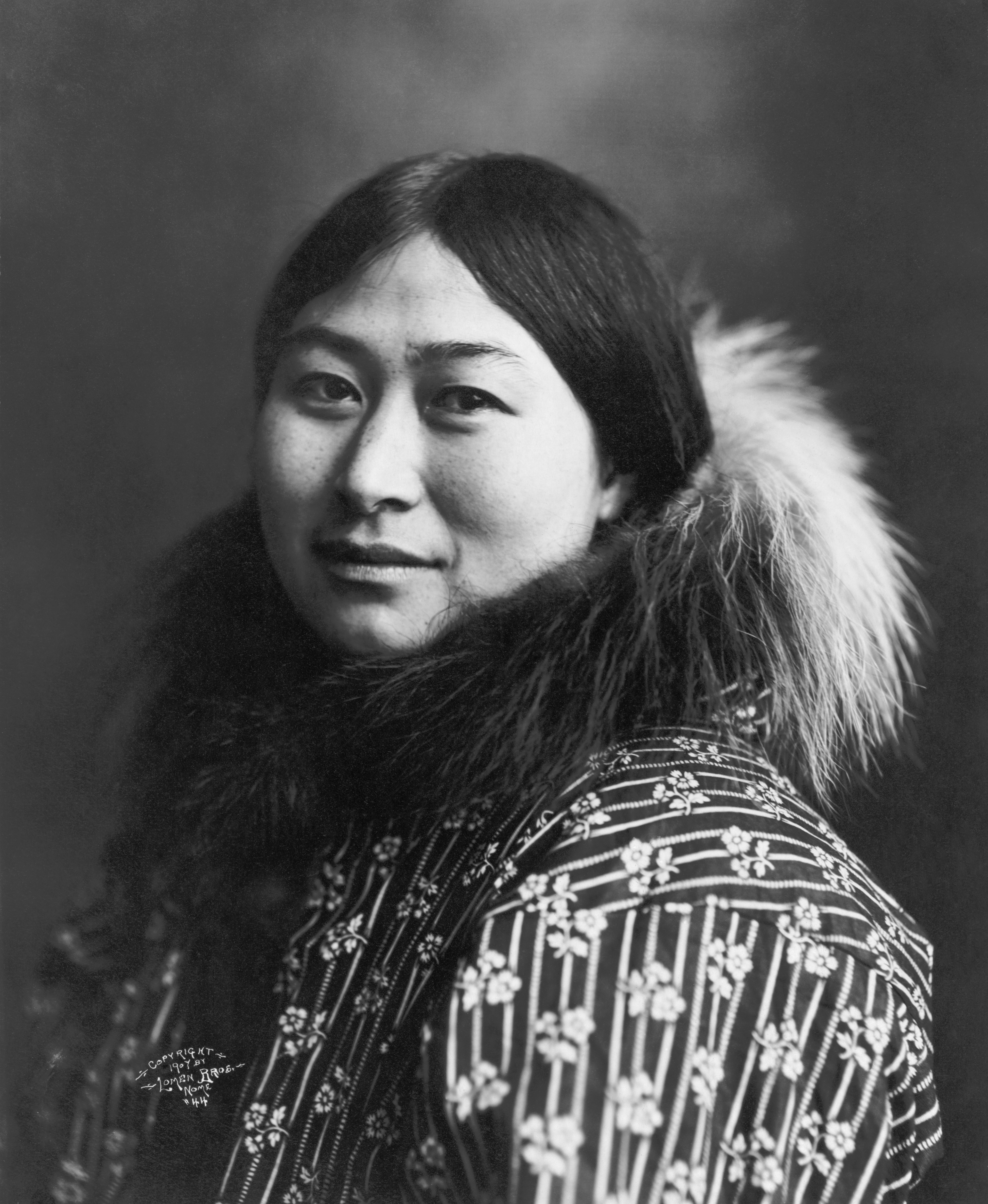
الباس التقليدي لأمرأة الإنويت عام 1907

## آثار التحديث والتغيير على نساء الإنويت
بعد الاتصال مع الثقافات الأخرى، أدخلت الإنويت على التكنولوجيات الحديثة والتحديث، والتي غيرت حياتهم بشكل كبير، فالإنويت الآن شعب حديث، ومثل جميع الشعوب الأصلية تقريبا، لم يعد يعيش على طريقة أجدادهم، وهذا ينطبق بشكل خاص على نساء الإنويت.

### دور جديد في الثقافة
بعد التحديث، بدأ الإنويت في الانتقال إلى مدن القطب الشمالي والمشاركة في العمل المأجور، والعمالة الحكومية، ومجالس المجتمع، واقتناء الملابس الحديثة والإسكان والمركبات، وقد أخذ الذكور من الإنويت زمام المبادرة في الاستيعاب من خلال تعلم لغة الثقافة الوافدة والاستفادة من الوظائف الحديثة التي تحقق أجرا، إلا أن الافتقار إلى التعليم بدأ يعرقل قدرة الرجل على العثور على الوظائف والاحتفاظ بها.
ونتيجة لذلك، بدأت المرأة تقود الطريق إلى الاستيعاب الثقافي، عن طريق إيجاد عمل كخادمات في المنازل، ومساعدين في المستشفيات، ومساعدين في الصف، ومترجمين شفويين، والعمل في محلات النسيج والحياكة، وتفضل نساء الإنويت الذهاب إلى المدرسة أكثر من الرجال الإنويت، وهذا ينطبق بشكل خاص على الكلية، ويوجد بعض الجامعات في المناطق التي يوجد فيها الإنويت بارزة، مثل كلية نونافوت القطب الشمالي، التي لديها برامج مصممة خصيصا لشعب الإنويت، وتستفيد النساء من هذه البرامج في كثير من الأحيان أكثر من الرجال.
ولأن نساء الإنويت يبحثن عن مزيد من التعليم ومن ثم يحصلن على وظائف أفضل، فقد أخذن بصورة متزايدة دورهن كعائل أساسي للأسرة، وقد أدى ذلك إلى تحمل الرجل المسؤوليات في المنزل الذي كانت تقوم بها المرأة تقليديا، مثل تربية الأطفال والحفاظ على النظام في المنزل.

### التغييرات في الوضع والسلطة
وقد أعطى «انكعاس الدور الدور» الذي بدأ في مجتمع الإنويت المرأة زيادة كبيرة في القوة والنفوذ، وقد بدأت النساء في التماس المزيد من السلطة لأنفسهن، سواء في صنع القرار في الأسرة وفي الثقافة ككل، وباعتبارهن عائل أسرهن، فإن النساء العاملات يعتبرن أنفسهن رؤساء أسرهن ولديهن اليد العليا في اتخاذ القرارات لهن، وقد أدى ذلك إلى تعقيد العلاقة بين الرجال والنساء من الإنويت، فقد بدأ الرجال في الاستياء من النساء بسبب «سرقة مكانهن الصحيح كرئيس للأسرة»، واللجوء إلى إساءة استعمال الشرب أو المخدرات لمعالجة هذه القضايا.

مما زاد الأمر تعقيدا حيث جعلت الرجال أقل عرضة للعمل بعد إظهار هذه السلوكيات، وثمة تغيير آخر بدأ هو أن نساء الإنويت قد بدأن على نحو متزايد في الترشح للمناصب السياسية، وعلى الرغم من أن المواقف التي يسعون إليها غالبا ما تكون على المستوى المحلي، فإن هذه الزيادة في النشاط تعكس الثقة الجديدة التي أوجدتها نساء الإنويت في العالم الحديث.

وقد أظهرت الدراسات أن نساء الإنويت يفضلون الحياة في العالم الحديث، وبالإضافة إلى ذلك، وجدت الدراسات أنه، باستثناء الخياطة، التي يتمتعون بها، تجد نساء الإنويت وظائفهن الجديدة أكثر مرضية، والانتقال إلى الحياة في العالم الحديث قد مكن نساء الإنويت في تحسين وضعهن في ثقافتهن وخارجها.

وكان رئيس الوزراء الثاني من نونافوت" Nunavut"امرأة، إيفا آرياك "Eva Aariak"، التي كانت واحدة من اثنين من محاور العمل في الجمعية التشريعية في نونافوت، كما أن عمدة مدينة إكالويت "Iqaluit" الحالية، عاصمة نونافوت، امرأة وهي، إليزابي شيوتيابيك "Elisapee Sheutiapik"، كما انها عضو البرلمان في نونافوت، أما ليونا أغلوكاك "Leona Aglukkaq"، فهي تتقلد منصب وزير الصحة الكندي.

### القضايا الصحية
وقد وجد العلماء أن شعب الإنويت يعاني مزيد من الأمراض أكثر من المجموعات الأخرى، وخاصة النساء والأطفال، وخصوصا في فترة ما بعد التحديث، وهناك تفسير محتمل هو أن حمية شعب الإنويت على النحو التقليدي كانت مرتفعة في الدهون والبروتين ومنخفضة في الفواكه والخضار، ومع ذلك، فأن هذا لا يفسر الزيادة في القضايا الصحية بعد التحديث، حيث أن شعب الإنويت يأكلون المزيد من الفواكه والخضروات مما كانوا يفعلونه على النحو التقليدي.

وتضمن التفسيرات الأكثر احتمالا الي أن سبب حدوث التغيير في النظام الغذائي بعد التحديث، يرجع الي الانخفاض في النشاط البدني حيث أن الوظائف التقليدية مثل الصيد وبناء المنازل تمارس أقل فأقل، أو الي التعرض للكحول والتبغ وغيرها من المخدرات.
ويعتبر مرض السكري، وأمراض القلب، وارتفاع الكولسترول هي مشاكل خطيرة بالنسبة لشعب الإنويت، وقد أظهرت الدراسات أن هذه القضايا أسوأ بالنسبة للنساء من المجموعات الأخرى.

وهناك قضية رئيسية أخرى تواجه الإنويت هي أنه بعد التحديث، أصبح الانتحار والعنف والاكتئاب وتعاطي المخدرات منتشر بشكل متزايد، وقد يكون ذلك نتيجة لقضايا نفسية ناجمة عن عدم وجود مكان في المجتمع أو تمزيقه بين الحياة الحديثة وثقافة أسلافهم، ومن المحزن أن الانتحار والاكتئاب وإساءة استعمال المخدرات أصبحت مرتبطة بصورة متزايدة مع نساء الإنويت.

وهناك ضغط هائل على نساء الإنويت لتتوافق مع لباس وسلوك الثقافة الغربية الحديثة، ومع ذلك، فإن العديد من جوانب الثقافة الحديثة هي غريبة على نساء الإنويت وتتعارض بشكل مباشر مع الممارسات التقليدية لثقافتهم، لذلك فأن النساء المعاصرة من الإنويت محاصرين بين الثقافات، والنتائج مدمرة لصحتهم البدنية والنفسية.